# Jordaniaster
Jordaniaster is een geslacht van uitgestorven zee-egels uit de familie Hemiasteridae.

## Soorten
- Jordaniaster husseini Neumann, 1999 † Boven-Krijt (Laag-Cenomanien), Jordanië.